# Albert Guðmundsson (1923–1994)
Albert Sigurður Guðmundsson (ur. 5 października 1923, zm. 7 kwietnia 1994) – islandzki piłkarz grający podczas kariery na pozycji pomocnika.

## Kariera klubowa
Karierę rozpoczął w 1940 roku w stołecznym Valur Reykjavík. W tym klubie zdobył cztery tytuły mistrza Islandii. W 1944 przeszedł do szkockiego Rangers F.C. Po dwóch latach gry w Szkocji przeniósł się do Arsenalu Londyn. Grał tam tylko przez sezon, w którym rozegrał tylko dwa mecze. W 1947 przeszedł do francuskiego FC Nancy. Grał tam sezon. W 1948 przeszedł do włoskiego giganta, A.C. Milan. Tak jak w dwóch poprzednich klubach grał w Milanie przez sezon. Rozegrał w nim 14 meczów w których strzelił dwie bramki. Świetny ruch wykonał w 1949, gdy wrócił do Francji by grać w Racing Paris. Podczas czterech lat grania w tym klubie raz zdobył Puchar Francji. Rozegrał w tym klubie 69 meczów, w których zdobył 31 bramek. Na koniec kariery wrócił do swojego pierwszego klubu, Valur Reykjavík.

## Kariera reprezentacyjna
W reprezentacji zadebiutował 17 lipca 1946 w przegranym 0:3 meczu towarzyskim z reprezentacją Danii. 24 lipca 1947 strzelił dwa gole w przegranym 2:4 meczu towarzyskim z reprezentacją Norwegii.